# SC Hertha Breslau
SC Hertha Breslau was een Duitse voetbalclub uit Breslau, dat tegenwoordig het Poolse Wrocław is.

## Geschiedenis
Van 1908 tot 1911 bestond er ook een club onder de naam FC Hertha Breslau, die in de Breslause competitie speelde, deze club werd ontbonden in maart 1911. In 1915 werd dan SC Hertha Breslau opgericht. In 1919 begon de club in de Breslause competitie. De club speelde in de schaduw van de succesvollere stadsrivalen en kon zich nooit plaatsen voor de eindronde van Zuidoost-Duitsland. In 1925 trad de club voor het eerst op de voorgrond toen ze vicekampioen werden achter Breslauer SC 08. Na een paar middelmatige resultaten werd de club in 1929 slachtoffer van een competitiehervorming. De competitie werd van twaalf clubs teruggebracht naar acht clubs waardoor de club degradeerde.
Het volgende seizoen werd de club autoritair kampioen en promoveerde meteen weer. Na twee zesde plaatsen eindigde de club in 1933 samen met Breslauer FV 06 op de tweede plaats. Beide clubs bekampten elkaar nog voor een ticket voor de Zuidoost-Duitse eindronde, maar verloor. Na dit seizoen werd de competitie grondig geherstructureerd. De NSDAP kwam aan de macht en de Zuidoost-Duitse voetbalbond en alle competities verdwenen. De Gauliga Schlesien kwam als vervanger waarvoor zich slechts vier clubs uit Breslau plaatsten.
In het eerste seizoen werd de club derde achter Beuthen SuSV 09 en Breslauer SpVgg 02. Het volgende seizoen verliep minder goed en de club degradeerde. Hertha kon de afwezigheid bij de elite tot één jaar beperken en maakte een rentree in 1935/36, al kon degradatie maar net vermeden worden. De volgende seizoenen ging het beter en de club eindigde in de subtop. Vanaf 1941 werd de Gauliga opgesplitst en speelde de club verder in de Gauliga Niederschlesien, waar de club twee jaar in de middenmoot eindigde. In 1943/44 fusioneerde de club om oorlogsredenen met LSV Immelmann Breslau en trad aan onder de naam KSG Hertha/Immelman Breslau en werd tweede in zijn groep achter Breslauer SpVg 02. Het volgende seizoen werd niet meer gespeeld.
Na het einde van de Tweede Wereldoorlog moest Duitsland Silezië afstaan aan Polen. De Duitsers werden verdreven en de naam van Breslau werd veranderd in Wrocław. Alle Duitse voetbalclubs in de streek werden ontbonden.